# Internet Adult Film Database
Adult Film Database ( IAFD) este o bază de date în internet care asemănător cu Internet Movie Database furnizează informații despre filme, cineaști și jocuri video, cu deosebire că el cuprinde pagini detaliate si structurate despre porno. El cuprinde în prezent ca. 93.000 de filme și date despre 89.000 de actori.